# Sérignac (Tarn-et-Garonne)
Sérignac ist eine französische Gemeinde mit 521 Einwohnern (Stand: 1. Januar 2022) im Département Tarn-et-Garonne in der Region Okzitanien (vor 2016: Midi-Pyrénées). Sie gehört zum Arrondissement Castelsarrasin und zum Kanton Beaumont-de-Lomagne. Die Einwohner werden Sérignacais genannt.

## Geografie
Sérignac liegt etwa 35 Kilometer westsüdwestlich von Montauban und etwa 17 Kilometer südsüdwestlich von Castelsarrasin. Umgeben wird Sérignac von den Nachbargemeinden Coutures, Fajolles und Garganvillar im Norden, Larrazet im Osten, Belbèze-en-Lomagne im Osten und Südosten, Vigueron im Südosten, Beaumont-de-Lomagne im Süden sowie Esparsac im Westen und Südwesten.

## Bevölkerungsentwicklung
| 1962                      | 1968 | 1975 | 1982 | 1990 | 1999 | 2006 | 2013 |
| 611                       | 502  | 488  | 527  | 483  | 490  | 500  | 492  |
| Quelle: Cassini und INSEE |      |      |      |      |      |      |      |

## Sehenswürdigkeiten

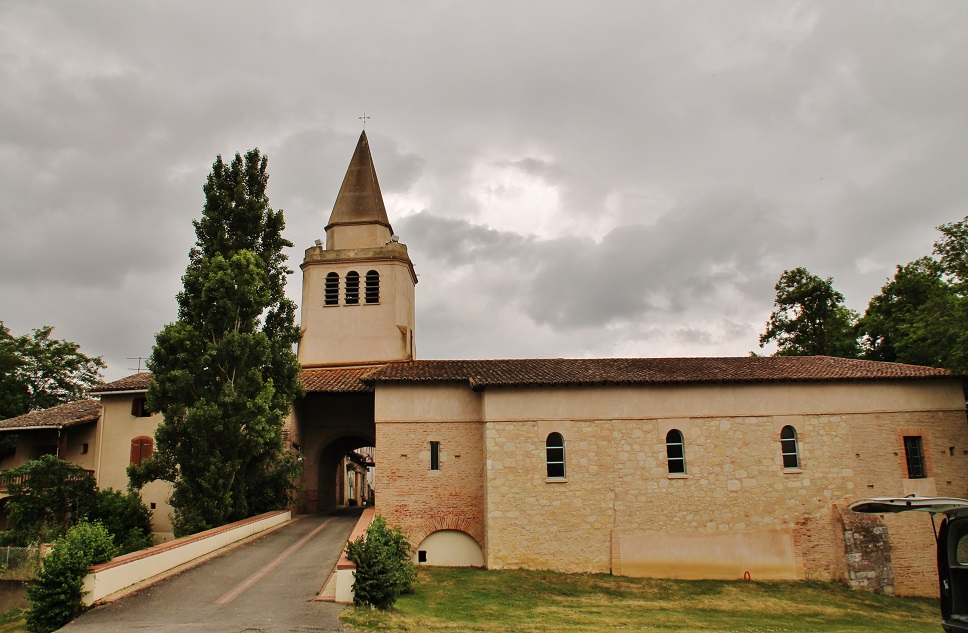
Kirche Saint-Gervais-et-Saint-Protais

- Kirche Saint-Gervais-et-Saint-Protais